# Cuộc nổi loạn của lực lượng biên phòng Bangladesh
Cuộc nổi loạn của Lực lượng biên phòng Bangladesh là một cuộc nổi dậy diễn ra tại thủ đô Dacca từ 25 đến 26 tháng 2 năm 2009 do Lực lượng Vũ trang Súng trường Bangladesh, một lực lượng bán quân sự của Bangladesh chủ yếu làm nhiệm vụ canh gác biên giới quốc gia. Sở chỉ huy của Lực lượng Vũ trang Súng trường Bangladesh đặt tại Pilkhana. Hơn 1000 chiến sĩ biên phòng chiếm trụ sở của Lực lượng Vũ trang Súng trường Bangladesh, và bắt giữ nhiều sĩ quan của họ làm con tin. Ngày hôm sau, xung đột lan đến 12 thị trấn và thành phố khác. Cuộc binh biến chấm dứt sau khi những người nổi loạn bỏ vũ khí và thả các con tin.

## Ngày 1: lực lượng biên phòng nổi loạn, giao tranh ngay trong thủ đô

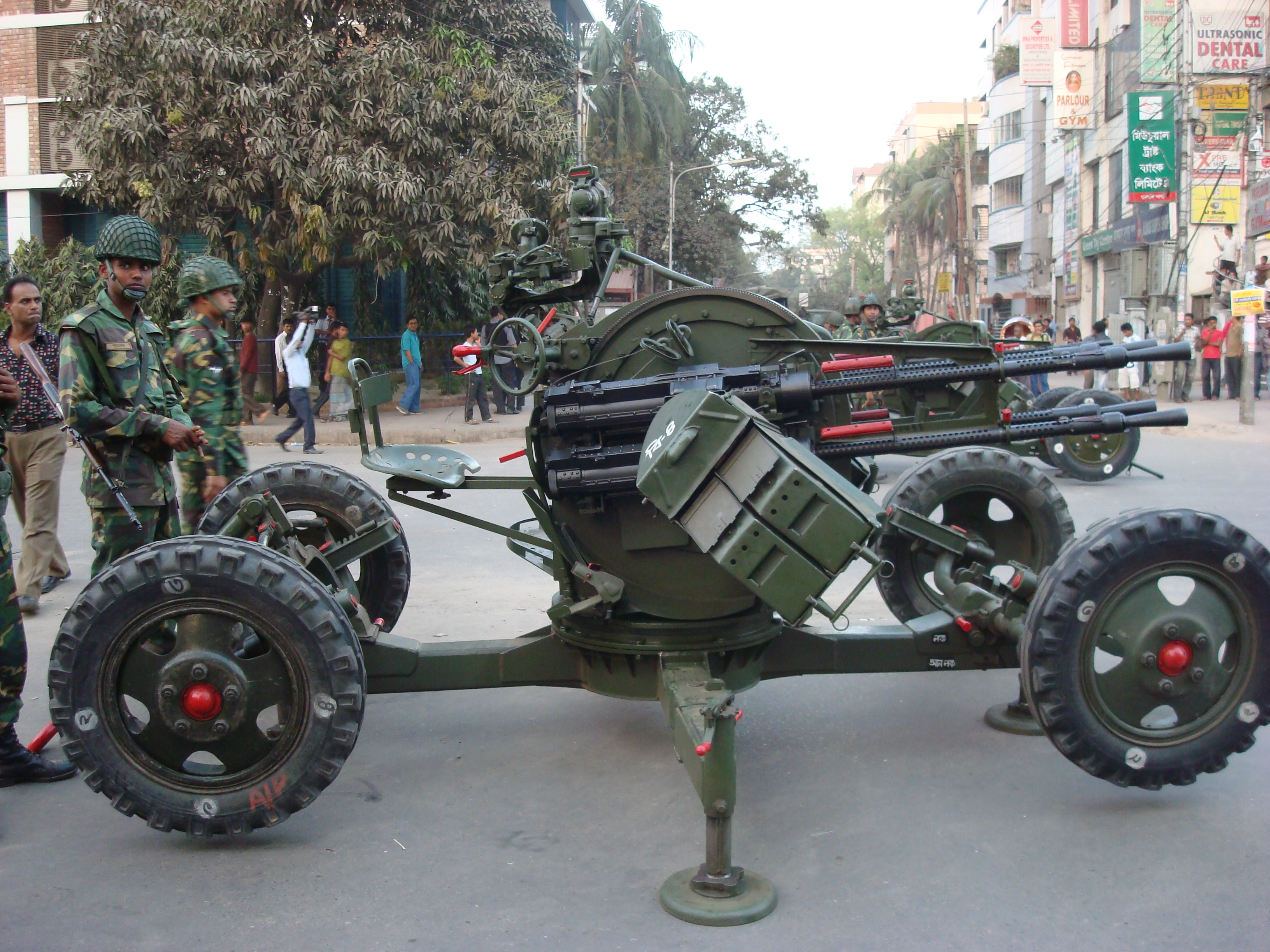
Súng phòng không 14,5 ADMG của Quân đội Bangladesh đặt tại đường Satmasji, gần đường 8A của Dhanmondi, chỉa vào Pilkhana ngày 25/22009.

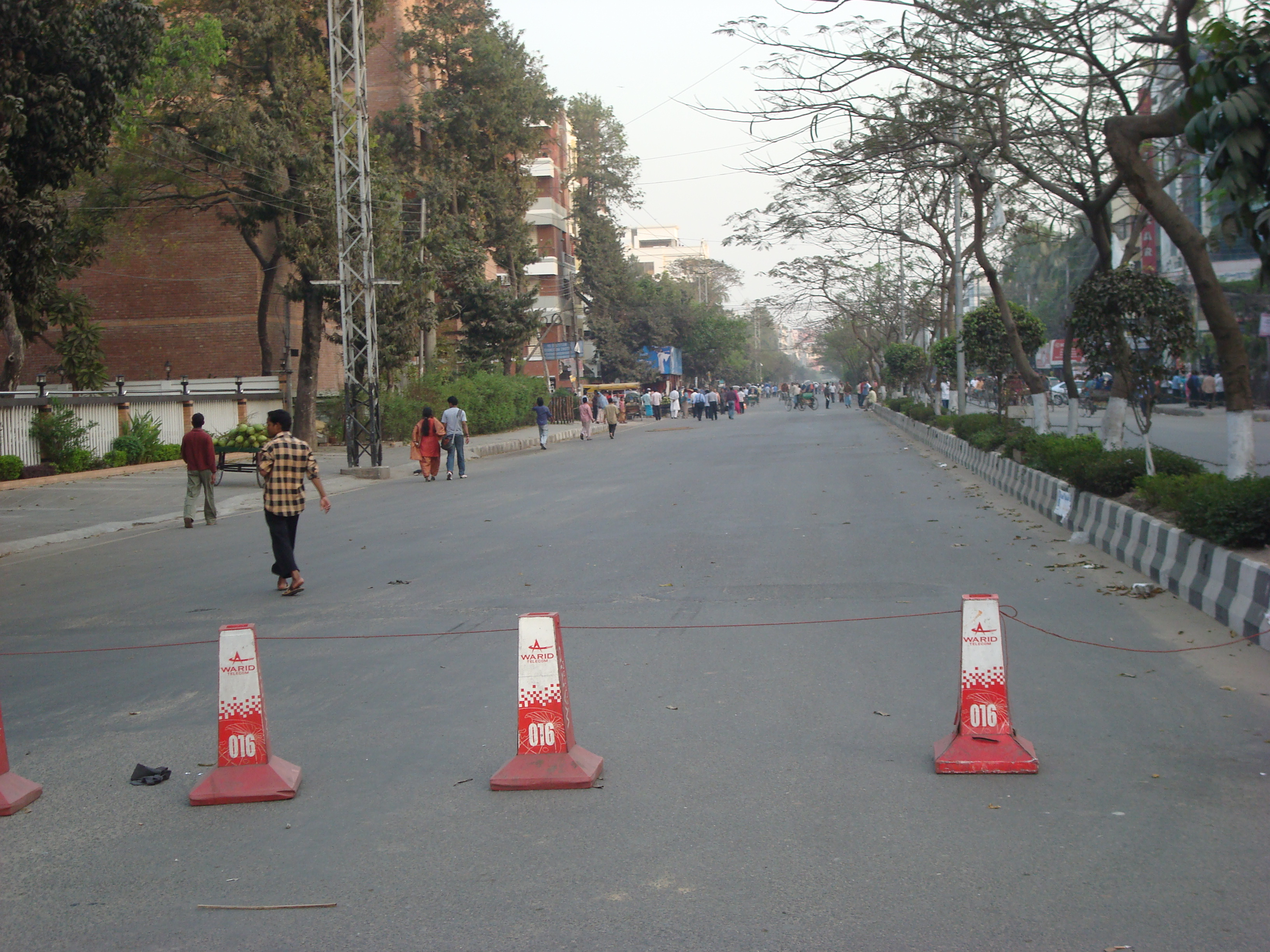
Biển cấm tại đường the Satmasji gần Trường Đại học ngày 25 tháng 2 năm 2009, theo hướng nhìn từ phía cuối hướng tây đường 27 Dhanmondi

Vào Thứ Tư 25 tháng 2 năm 2009, một số sĩ quan và binh sĩ thuộc lực lượng biên phòng Bangladesh đã nổi loạn, chĩa súng và bắt giữ một số sĩ quan cao cấp làm con tin và gây ra một cuộc chạm súng dữ dội ở thủ đô. Một khu thương xá cạnh đó cũng bị chiếm. Các đơn vị cảnh sát và quân đội đã được huy động đến để bao vây bộ chỉ huy của lực lượng biên phòng vốn đã nổi loạn vì bất mãn do số tiền lương thấp kém.
Tiếp theo nhiều giờ nổ súng và hỗn loạn trong thành phố, thủ tướng Bangladesh, bà Sheikh Hasina, đã gặp đại diện thành phần nổi loạn tại nhà của bà và đưa ra đề nghị ân xá chung. Một đại diện của phía nổi dậy đã nói với Thủ tướng Hasina rằng họ sẽ buông súng và trở về doanh trại của mình tiếp theo lời hứa của bà.
Tuy nhiên, các tiếng súng nổ lác đác vẫn còn nghe thấy trong thành phố cho đến tối cùng ngày. Sự căng thẳng trong lực lượng biên phòng đã thấy từ nhiều tháng nay, nhưng bùng nổ thành bạo động sau khi các sĩ quan cao cấp bác bỏ lời yêu cầu được tăng lương, trợ cấp thực phẩm và có thêm ngày nghỉ.
Lực lượng nổi dậy đã nhanh chóng chiếm bộ chỉ huy Lực lượng biên phòng Bangladesh, nơi có khoảng từ 3000 đến 4000 lính biên phòng trấn đóng, và ở khu vực Pilkhana thuộc thủ đô Dacca, và nổ súng "bắn ngay cả các trực thăng bay trên doanh trại của họ."
Trong ngày đầu, có ba người thiệt mạng, kể cả một binh sĩ thuộc Lực lượng biên phòng và hai người qua đường, ngoài ra còn có 21 người khác bị thương. Tư lệnh lực lượng biên phòng đã bị thương hay có thể thiệt mạng trong cuộc giao tranh nhưng không có sự xác nhận chính thức. Trước khi có sự can thiệp của thủ tướng, quân đội Bangladesh đã ra lệnh cho thành phần nổi loạn cố thủ bên trong bộ chỉ huy "phải đầu hàng và trở về doanh trại" và nói bất cứ quân nhân nào không chịu giao nạp võ khí sau lời thông báo này sẽ bị truy tố.
Tuy nhiên bà Hasina, người chỉ mới lên nắm quyền gần hai tháng, rõ ràng là muốn có một giải pháp nhanh chóng và êm đẹp cho cuộc đối đầu tiêu biểu cho sự bất mãn của nhiều người dân Bangladesh. Những bất mãn này bao gồm giá thực phẩm leo thang, nền kinh tế suy yếu và tình trạng lạm phát tràn lan trong giới cầm quyền. Dù không có vẻ đây là một cuộc đảo chính, một quân nhân tham dự vào cuộc nổi loạn cho đài truyền hình biết rằng họ sẽ không nhượng bộ và đã bắt giữ các sĩ quan chỉ huy làm con tin.

### Đòi hỏi
Các binh sĩ biên phòng bất mãn vì mức lương thấp kém, trợ cấp thực phẩm và có thêm ngày nghỉ của họ bị cấp chỉ huy bác bỏ, bị sự chỉ huy từ các sĩ quan đưa từ bên quân đội chính quy sang và không được đưa đi tham dự lực lượng bảo vệ hòa bình Liên Hợp Quốc, vốn có cơ hội được trả thêm tiền phụ cấp. Họ đã đồng ý trong đêm cùng ngày là sẽ bằng lòng đầu hàng sau khi chính phủ hứa ân xá không truy tố cho mọi người tham gia cuộc nổi loạn và cứu xét các đòi hỏi là phải cải thiện đời sống của họ. Tuy nhiên tiến trình giải giới sau đó đã gặp trở ngại và cuộc nổi loạn có vẻ lan sang các khu vực khác ngày hôm sau cho đến khi thủ tướng đưa ra một lời cảnh cáo nghiêm khắc, với sự hỗ trợ của chiến xa và xe bọc sắt rầm rộ di chuyển trên đường phố thủ đô.

## Ngày 2: nổi loạn chấm dứt sau khi chiến xa tiến vào thủ đô

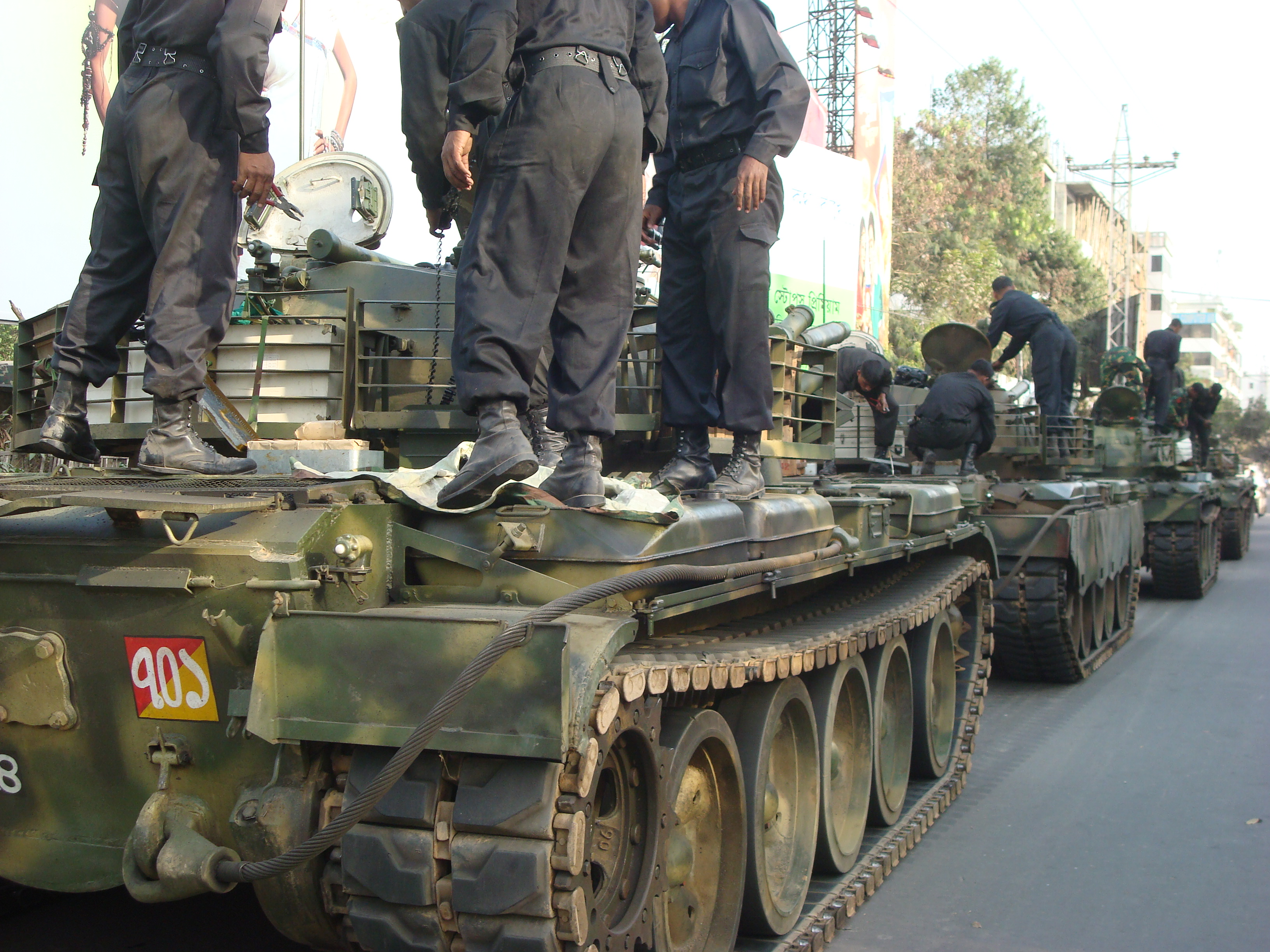
Một lượng xe tăng đang chờ bên cạnh khu Abahani ngày 26 tháng 2 năm 2009.

Vào Thứ Năm 26 tháng 2, các thành phần nổi loạn, nghe nói đã hạ sát tư lệnh, đã kéo cờ trắng đầu hàng sau khi chiến xa được đưa vào thủ đô như một hình thức thị uy. Có vẻ lo sợ vì hành động của chính phủ, phía các binh sĩ nổi loạn đã kéo cờ trắng vào trưa ngày Thứ Năm 26 tháng 2 và tiếp tục việc giao nạp võ khí. "Tất cả các binh sĩ biên phòng nổi loạn đều đã giao nạp võ khí," theo lời thương thuyết gia chính phủ Mahbub Ara Gini, nói thêm rằng tất cả các sĩ quan bị kẹt cùng với gia đình của họ bên trong bộ chỉ huy đã được di tản.
Tuy nhiên cuộc nổi loạn kéo dài hai ngày này từng chấm dứt trước đây rồi lại bộc phát trở lại. Dù rằng đã đồng ý đầu hàng, phía nổi loạn bắn súng vào nhà của cấp chỉ huy tại một đồn biên giới ở thị trấn Tekhnaf về phía Nam lúc sáng ngày Thứ Năm 26 tháng 2 khiến vị sĩ quan này phải bỏ chạy.
Các nhân chứng cũng nói bạo động xảy ra ở các đồn biên giới Cox's Bazar, Chittagong và Naikhongchari ở phía Nam, Sylhet ở phía Đông Bắc, Rajshahi và Naogaon ở phía Tây Bắc. Tuy nhiên sau đó đã không có thêm hành vi bạo động nào được báo cáo.
Vào tối ngày thứ 2, chiến xa và xe bọc sắt đã được bố trí trong khu vực gần bộ chỉ huy lực lượng biên phòng. Giới hữu trách lập các nút chặn trên khắp nước, bắt giữ hàng trăm lính biên phòng đang tìm đường lẩn trốn, nhiều người trong số này đã thay quần áo dân sự.
Sau hai ngày, có ít nhất 10 người được xác nhận là thiệt mạng ở Dacca. Tuy nhiên giới chức trách lo ngại là có đến 50 người đã bị giết. Sáng 26 tháng 2, xác bảy lính biên phòng, trong số này có hai sĩ quan, đã được tìm thấy bên ngoài bộ chỉ huy lực lượng biên phòng Bangladesh.

## Ngày 3: tổn thất

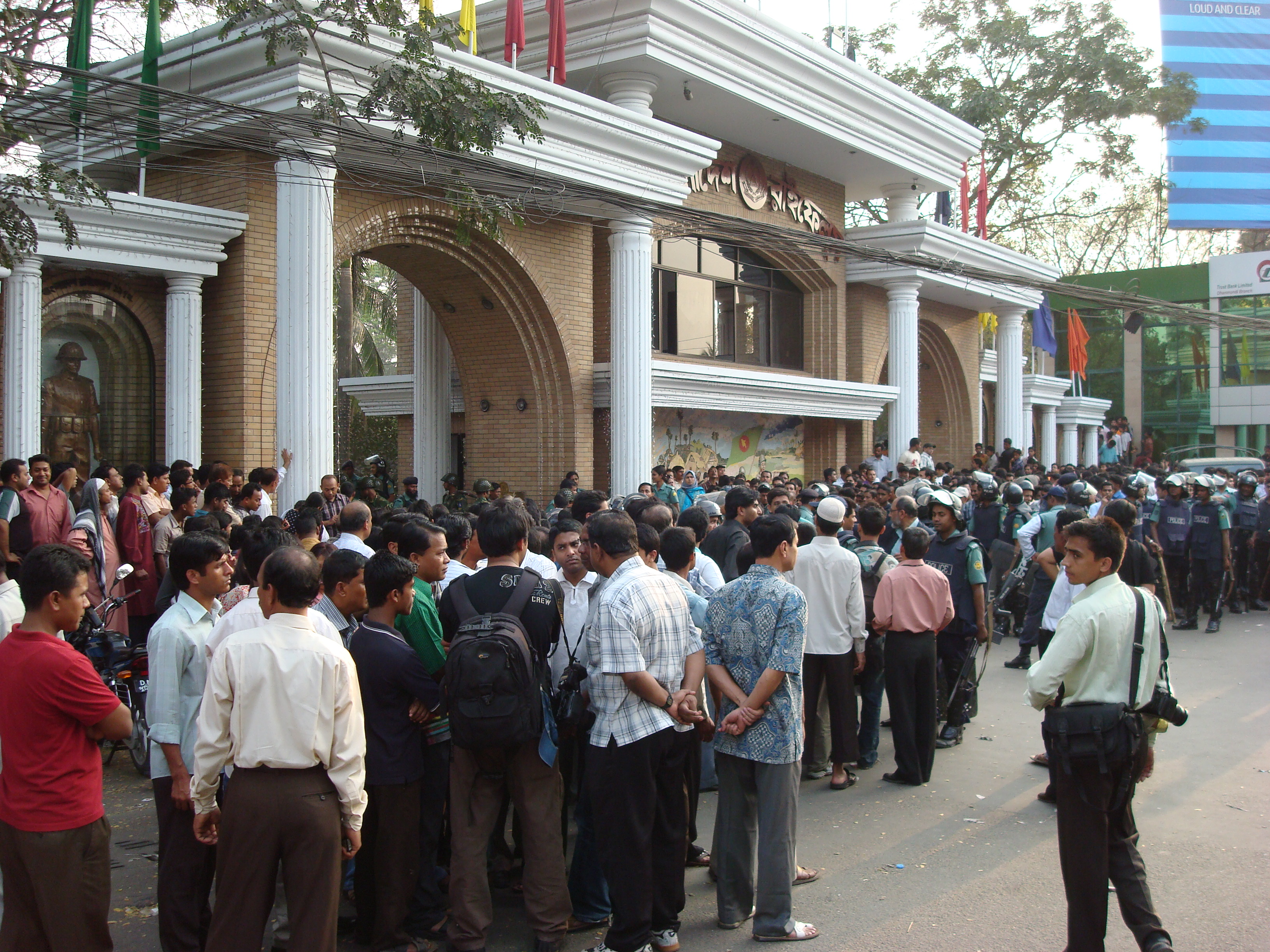
Phương tiện truyền thông công nhân, lực lượng vũ trang và những người địa phương phải chờ đợi lo âu gần cổng chính lực lượng biên phòng Bangladesh vào chiều 27/2/09.

Vào Thứ Sáu 27 tháng 2, lực lượng an ninh lục soát bộ chỉ huy lực lượng biên phòng bị thành phần nổi loạn chiếm đóng, đã tìm thấy xác của hàng chục sĩ quan chôn vùi trong các hố đào vội vã trong khu nhà này, nâng tổng số người chính thức bị coi là thiệt mạng lên 66, tuy nhiên còn nhiều chục người khác vẫn còn mất tích và có vẻ là con số thiệt mạng sẽ còn lên cao.
Sau cuộc họp với gia đình thân nhân các sĩ quan bị giết, Thủ tướng Sheikh Hasina nói rằng lệnh đại xá sẽ không được áp dụng cho những kẻ giết người. "Không ai có quyền giết người khác," bà nói. Không rõ là sự ân xá có áp dụng cho những lính biên phòng tìm cách bỏ trốn thay vì ở lại vị trí để đầu hàng hay không.
Nhiều xác chết đã được tìm thấy trong cống rãnh của căn cứ, vừa là bộ chỉ huy và cũng là nơi ở của các sĩ quan và gia đình của họ. Theo Chuẩn tướng Abu Naim Shahidullah, hàng chục xác đã thối rữa trong các hố chôn tập thể đã được đào lên. Tất cả đều là sĩ quan và đều mặc quân phục. Bắt đầu từ ngày 27 tháng 2, chính phủ tuyên bố ba ngày lễ tang quốc gia.

## Ngày 4: khám phá xác sĩ quan ở bộ chỉ huy biên phòng
Vào Thứ Bảy, 28 tháng 2, lính cứu hỏa đã tìm thấy thêm 10 xác người từ các hố chôn tập thể tại bộ chỉ huy lực lượng biên phòng Bangladesh, nâng số người thiệt mạng trong cuộc nổi loạn kéo dài hai ngày lên đến 76 người. Các chính trị gia, sau khi họp với nữ Thủ tướng Sheikh Hasina tại nhà của bà để thảo luận về cuộc nổi loạn, đã kêu gọi có sự đoàn kết quốc gia trong một bản thông cáo đưa ra sau cuộc họp.
Mặc dù đã thuyết phục lính biên phòng đầu hàng 2 ngày trước đó với lời hứa hẹn là sẽ ân xá cùng với những đe dọa sẽ sử dụng võ lực, tuy nhiên hôm Thứ Sáu 27 tháng 2, bà Hasina nói sẽ không có việc ân xá cho những kẻ đã ra tay giết người, và chính phủ của bà cho lính biên phòng trên khắp nước có 24 tiếng đồng hồ để trở về trại hay trình diện ở đồn cảnh sát địa phương.
Thành phần nổi loạn đã vội vã ném xác hàng chục sĩ quan cao cấp xuống các hố đào nông cạn và các đường cống trong bộ tư lệnh tại thủ đô Dacca. Trong số những người bị giết có Thiếu tướng Shakil Ahmed, chỉ huy trưởng lực lượng biên phòng. Hàng chục sĩ quan khác vẫn còn mất tích và nhân viên cấp cứu vẫn còn tìm kiếm khắp bộ tư lệnh cũng như các khu vực quanh đó.
"Chúng tôi nghĩ rằng sẽ còn thấy thêm nhiều xác," theo lời lính cứu hỏa Sheikh Mohammad Shahjalal, nói thêm là có 10 xác đã được đào lên từ hai hố chôn tập thể vào Thứ Bảy 28 tháng 2. Họ tìm thấy ít nhất là một xác phụ nữ, có thể là xác của vợ tư lệnh lực lượng biên phòng.
Quân đội Bangladesh đã đình hoãn tang lễ của 33 sĩ quan cho đến khi tất cả các xác được tìm thấy.

## Lính biên phòng bị truy tố tội thảm sát các sĩ quan
Vào Chủ Nhật 1 tháng 3, người Bangladesh tham dự một cuộc thắp nến ở Dacca để tưởng niệm những sĩ quan bị thiệt mạng. Cảnh sát Bangladesh đã truy tố hơn 1.000 lính biên phòng tội giết người và đốt nhà sau khi xảy ra một vụ nổi loạn. Chính phủ loan báo việc thành lập tòa án đặc biệt để xử các lính biên phòng tổ chức cuộc nổi loạn. Trong số 181 sĩ quan tại bộ chỉ huy lực lượng biên phòng Bangladesh ở thủ đô Dacca vào lúc xảy ra cuộc nổi loạn, chỉ có 33 người được biết là còn sống, theo lời phát ngôn viên quân sự Chuẩn tướng Mahmud Hossain.,
Các toán cấp cứu tiếp tục lục soát khu vực bộ tư lệnh và hệ thống cống rãnh quanh đó để tìm kiếm xác các nạn nhân, kể cả 71 người chưa biết tung tích. Phần lớn những người mất tích bị coi là đã thiệt mạng, theo lời một viên chức cứu hỏa, Sheikh Mohammad Shajalal, người chỉ huy cuộc tìm kiếm. Theo một viên chức thuộc sở cảnh sát đô thành Dacca, ông Nobojyoti Khisa, giới chức trách đã đưa ra các hồ sơ truy tố hơn 1.000 lính biên phòng về tội sát nhân và đốt nhà.

## Bangladesh truy lùng các lính biên phòng giết người
Vào Thứ Hai, 2 tháng 3, chính phủ Bangladesh đã có các biện pháp truy lùng khoảng 1.000 lính biên phòng bị cáo buộc là đã thảm sát cấp chỉ huy của họ trong cuộc nổi loạn đã tạo sự lo ngại về khả năng tồn tại của tân chính phủ dân sự. Cuộc thảm sát đã buộc Thủ tướng Sheikh Hasina phải đối diện với một cuộc khủng hoảng trầm trọng chỉ hơn hai tháng sau khi lên cầm quyền. Bà đã thắng trong cuộc bầu cử vốn chấm dứt hai năm cầm quyền của quân đội tại Bangladesh. Bà Hasina ra lệnh cho quân đội tham gia cuộc truy lùng thành phần nổi loạn, đồng thời cũng tìm cách nhờ Cục Điều tra Liên bang của Hoa Kỳ, và Liên Hợp Quốc giúp đỡ.
"Chúng tôi đã cho thành phần nổi loạn 24 tiếng để đầu hàng và điều này đã chấm dứt lúc 4 giờ chiều ngày Chủ Nhật, do đó tôi ra lệnh cho quân đội và các lực lượng khác truy lùng họ," bà tuyên bố trước nghị viện vào chiều ngày 1 tháng 3. Thủ tướng Hasina nói lệnh truy nã đã được đưa ra nhắm vào 1.000 binh sĩ, cũng như những tòng phạm "đã chuẩn bị xe cộ, thuyền bè để giúp thành phần phiến loạn tẩu thoát." Theo tổ chức Nhóm Khủng hoảng Quốc tế có trụ sở đặt tại Bruxelles, bà Hasina có hành động này để ngăn chặn việc quân đội có thể tổ chức đảo chính.
Các binh sĩ nổi loạn đã trốn khỏi bộ chỉ huy lực lượng biên phòng Bangladesh hôm Thứ Năm 26 tháng 2 sau khi đã lột bỏ quân phục và mặc đồ dân sự. Cho đến ngày 2 tháng 3, đã có ít nhất 78 xác được tìm thấy, nhiều xác trong số này đã bị đâm bằng lưỡi lê rồi ném vào các hố chôn tập thể hay các cống rãnh. Có khoảng 70 sĩ quan cao cấp khác hiện vẫn còn mất tích.

## Mối liên kết
Vụ nổi loạn này đã nêu thêm các câu hỏi về sự ổn định tại quốc gia nghèo khổ vùng Nam Á này và cho thấy sự quan hệ rất mong manh giữa giới lãnh đạo dân sự ở Bangladesh và quân đội, vốn đã từng có hành động can thiệp mỗi khi họ cho rằng có sự bất ổn chính trị nguy hiểm. Kể từ khi giành độc lập năm 1971 cho đến lúc này, đã có gần hai chục vụ đảo chính lật đổ chính quyền. Cá nhân bà Hasina cũng có những kỷ niệm cay đắng với quân đội. Cha của bà, ông Mujibur Rahman, người đưa Bangladesh đến độc lập và là nhà lãnh đạo đầu tiên của quốc gia này, đã bị giết trong một cuộc đảo chính của quân đội vào năm 1975, cùng với vợ và ba con trai.